# Конный спорт на летних Олимпийских играх 2012
Соревнования по конному спорту на летних Олимпийских играх 2012 года прошли с 28 июля по 9 августа. Были разыграны 6 комплектов наград. Традиционно конники выявили чемпионов в личном и командном троеборье, личном и командном конкуре и личной и командной выездке. Во всех видах женщины могли участвовать наравне с мужчинами. 
В индивидуальной выездке женщина выиграла золото на 7-й Олимпиаде подряд, последний раз мужчина становился олимпийским чемпионом в этой дисциплине в 1984 году в Лос-Анджелесе, когда это удалось знаменитому немцу Райнеру Климке. В командной выездке британцы сумели прервать победную серию сборной Германии, которая побеждала в этом виде на протяжении 7 Олимпиад подряд с 1984 года. На этот раз немцы остались вторыми.
Анки ван Грюнсвен из Нидерландов выиграла бронзу в командной выездке и довела число своих олимпийских наград до 9, что не удавалось ранее ни одному коннику в истории Олимпийских игр.
Представители Саудовской Аравии, завоевав бронзу в командном конкуре, выиграли свою вторую в истории награду в конном спорте и третью во всех видах спорта на Олимпийских играх.
Немец Михаэль Юнг выиграл золото в личном и командном троеборье в свой 30-й день рождения, став первым конником в истории, одновременно владеющим титулами чемпиона мира, Европы и Олимпийских игр в личном троеборье.

## Медали

### Общий зачёт
(Жирным выделено самое большое количество медалей в своей категории; принимающая страна также выделена)
| Общее количество медалей |                   |        |         |        |       |
| Место                    | Страна            | Золото | Серебро | Бронза | Всего |
| 1                        | Великобритания    | 3      | 1       | 1      | 5     |
| 2                        | Германия          | 2      | 1       | 1      | 4     |
| 3                        | Швейцария         | 1      | 0       | 0      | 1     |
| 4                        | Нидерланды        | 0      | 3       | 1      | 4     |
| 5                        | Швеция            | 0      | 1       | 0      | 1     |
| 6                        | Новая Зеландия    | 0      | 0       | 1      | 1     |
| 6                        | Саудовская Аравия | 0      | 0       | 1      | 1     |
| 6                        | Ирландия          | 0      | 0       | 1      | 1     |

### Медалисты
| Дисциплина          | Золото | Серебро | Бронза |
| Личная выездка      | Шарлотта Дюжарден на Валегро Великобритания | Аделинде Корнелиссен на Парзивале Нидерланды | Лаура Бехтольшаймер на Мистрал Хойрис Великобритания |
| Командная выездка   | Великобритания · Карл Хестер на Утопии · Лаура Бехтольшаймер на Мистрал Хойрис · Шарлотта Дюжарден на Валегро                                        | Германия · Дороте Шнайдер на Diva Royal · Кристина Шпрее на Десперадос · Хелен Лангеханенберг на Деймоне Хилле                                                                   | Нидерланды · Анки ван Грюнсвен на Салинеро · Эдвард Гал на Андеркавере · Аделинде Корнелиссен на Парзивале                                                                |
| Личное троеборье    | Михаэль Юнг на Сэме Германия | Сара Альготссон Остхольт на Веге Швеция | Сандра Ауффарт на Опгун Луово Германия |
| Командное троеборье | Германия · Петер Томсен на Барни · Дирк Шраде на Кинг Артусе · Сандра Ауффарт на Опгун Луово · Михаэль Юнг на Сэме · Ингрид Климке на Буттс Абраксас | Великобритания · Уильям Фокс-Питт на Лайонхарте · Никола Уилсон на Оппозишн Баззе · Зара Филлипс на Хай Кингдом · Мэри Кинг на Империал Кавалье · Кристина Кук на Майнерс Фролик | Новая Зеландия · Джонелл Ричардс на Флинтстаре · Кэролайн Пауэлл на Ленамор · Джонатан Пэджет на Клифтон Промиз · Эндрю Николсон на Нерео · Марк Тодд на Кампино          |
| Личный конкур       | Стив Герда на Нино де Бюиссоне Швейцария | Герко Шрёдер на Лондоне Нидерланды | Киан О’Коннор на Блю Лойд 12 Ирландия |
| Командный конкур    | Великобритания · Ник Скелтон на Биг Стар · Бен Маэр на Триппл Х · Скотт Брэш на Хелло Санктос · Питер Чарльз на Виндикате                            | Нидерланды · Юр Врилинг на Бубалу · Майкел ван дер Влётен на Верди · Марк Хаутзагер на Тамино · Герко Шрёдер на Лондоне                                                          | Саудовская Аравия · Принц Абдалла Аль Сауд на Давосе · Камаль Бахамдан на Ноблесс де Тесс · Рамзи Аль-Духами на Байярд Ван те Вилла Теэ · Абдалла Аль-Шарбатли на Султане |

## Спортивные объекты
| Гринвичский парк  |
| ----------------- |
| Гринвичский парк  |
| Вместимость: 6000 |